# Alcantara (stacja kolejowa)
Alcantara (wł. Stazione di Alcantara) – stacja kolejowa w Giardini-Naxos, w prowincji Mesyna, w regionie Sycylia, we Włoszech. Stacja znajduje się na linii Mesyna – Syrakuzy. Dawniej rozpoczynała się tutaj również linia Alcantara – Randazzo. Nazwa stacji pochodzi od pobliskiej rzeki Alcantara.
Według klasyfikacji RFI ma kategorię brązową.

## Linie kolejowe
- Linia Mesyna – Syrakuzy
- Linia Alcantara – Randazzo